# Franklin D. Roosevelt (metrostation)
Franklin D. Roosevelt is een station van de metro in Parijs langs metrolijn 1 en 9 in het 8e arrondissement.
La Défense · 
Esplanade de la Défense · 
Pont de Neuilly · 
Les Sablons · 
Porte Maillot · 
Argentine · 
Charles de Gaulle - Étoile · 
George V · 
Franklin D. Roosevelt · 
Champs Élysées - Clemenceau · 
Concorde · 
Tuileries · 
Palais Royal - Musée du Louvre · 
Louvre - Rivoli · 
Châtelet · 
Hôtel de Ville · 
Saint-Paul · 
Bastille · 
Gare de Lyon · 
Reuilly - Diderot · 
Nation · 
Porte de Vincennes · 
Saint-Mandé · 
Bérault · 
Château de Vincennes
Pont de Sèvres · 
Billancourt · 
Marcel Sembat · 
Porte de Saint-Cloud · 
Exelmans · 
Michel-Ange - Molitor · 
Michel-Ange - Auteuil · 
Jasmin · 
Ranelagh · 
La Muette · 
Rue de la Pompe · 
Trocadéro · 
Iéna · 
Alma - Marceau · 
Franklin D. Roosevelt · 
Saint-Philippe du Roule · 
Miromesnil · 
Saint-Augustin · 
Havre - Caumartin · 
Chaussée d'Antin - La Fayette · 
Richelieu - Drouot · 
Grands Boulevards · 
Bonne Nouvelle · 
Strasbourg - Saint-Denis · 
République · 
Oberkampf · 
Saint-Ambroise · 
Voltaire · 
Charonne · 
Rue des Boulets · 
Nation · 
Buzenval · 
Maraîchers · 
Porte de Montreuil · 
Robespierre · 
Croix de Chavaux · 
Mairie de Montreuil